# Virgil Donati
Virgil Donati (Melbourne, 1958) és un bateria professional australià, acostuma a fer clinics i és productor. Entre els seus projectes, toca al grup Planet X. Se'l coneix per la seva tècnica i velocitat; fa anar les baquetes a l'estil tradicional i també és un bon teclista.

## Biografia
Virgil Donati nasqué el 22 d'octubre de 1958 a Melbourne (Austràlia), descendent d'italians. Va tenir la seva primera bateria als tres anys. Va començar a tocar aviat al grup del seu pare, i va seguir tocant als shows fins als sis anys. Va començar a prendre lliçons als set anys amb Brian Czempinski i més tard amb Graham Morgan, qui ara és una llegenda entre la comunitat de bateries australians.
Va entrar al seu primer gran grup de rock i va fer el seu primer enregistrament als 15 anys. El grup es deia originalment Cloud Nine, però més tard van canviar-li el nom a Taste, i va enregistrar tres discs amb ells. Cap als setze anys, en Virgil deixà l'escola per centrar-se principalment a la bateria (però també al piano), tocant intensament cada dia. La pràctica ha esdevingut una manera de viure per a en Virgil, qui ha provat d'aprendre quants més estils musicals possibles, el que li permet ensortir-se'n davant de qualsevol situació musical on es trobi. Als 19 anys, en Virgil va viatjar cap als Estats Units per estudiar amb en Philly Joe Jones, i a la Dick Groves School a Los Angeles. També va prendre lliçons amb l'especialista de caixa Murray Spivack.
Torna a l'Austràlia als 21 anys, on la seva carrera prengué una bona embranzida: tocant jazz amb n'Allan Zavod i en Brian Brown, i rock amb la Peter Cupples' band, era força ocupat fent gires i fent de bateria d'estudi a l'Australia. La seva pròpia banda de pop The State, canvià el nom pel de Southern Sons, que li va donar per primer cop a fama internacional, amb l'àlbum de debut autotitulat aconseguit multi-platí i produint l'internacional hit single 'Heart In Danger'.
Durant els 80, en Virgil va tocar amb la banda de Melbourne de jazz-fusió 'Loose Change', que més tard varen esdevindre 'Changes'. El gran primer èxit va ésser el primer àlbum en solitari d'en Virgil, el 1995 Stretch, impressionant a la comunitat de bateries arreu del món. El 1999, en Virgil edità On The Virg: Serious Young Insects amb Vorticity Music, una companyia discogràfica de Melbourne. Amb temes com Native Metal, el CD assentà l'estat d'en Virgil com a músic de música progressiva. A més, el tema Alien Hip-Hop defineix la capacitat d'en Virgil fent poliritmes amb doble bombo damunt de compassos 4/4.
L'any 2004, va ésser votat número 1 de l'any pels lectors de la popular revista de bateries Modern Drummer. El grup d'en Virgil 'Planet X', format després que en Virgil col·laborés al disc d'en Derek Sherinian "Planet X" (1999), és un dels més avançats grups de fusió progressiva, marcant nous estàndards a seguir per altres músics. Han fet tres discs d'estudi: Universe, Moonbabies, Quantum i un disc en directe, Live From Oz. En Virgil tembé ha fet nombroses aparicions en directe arreu del món amb els líders de jazz-fusió en Scott Henderson i Tribal Tech.
El 2007 va fer una gira amb el cantant frances Michel Polnareff. El 15 de març de 2007, va llençar al seu lloc web Virgildonati.com un pack especial de dos DVDs del seu clínic a Stockholm durant el festival de Bass n' Drum del 2005. Produït per Virgil Donati i Christopher Nalbandian (qui és el webmaster de Virgildonati.com), ha estat molt ben rebut per bateries i percussionistes arreu del món, amb en Virgil demostrant la seva tècnica més avançada fins a la data.
El 2009 tornà a l'Australia per primer cop desés de quatre anys, tocant al Drumscene Live Tour amb Thomas Pidgen i Dom Famularo, així com tocant a l'Australia's Ultimate Drummers Weekend a la seva població natal Melbourne.